# Ácido jasmónico
El ácido jasmónico (JA) es el compuesto orgánico característico del grupo de fitohormonas llamado jasmonatos, de origen de lipídico que se aisló originalmente como éster metílico del aceite de jazmín. Se biosintetiza a partir del ácido linolénico por la vía del octadecanoide.

## Biosíntesis
Su biosíntesis parte del ácido graso linolénico, que es oxigenado por la enzima lipoxigenasa (13-LOX), formando un peróxido. Este peróxido luego se cicla en presencia de la enzima óxido aleno sintasa para formar un óxido de aleno. Este óxido de aleno se reordena a medida que es catalizado por la enzima óxido aleno ciclasa para formar el ácido 12-oxofitodienoico y sufre una serie de oxidaciones-β a ácido 7-iso-jasmónico. En ausencia de enzima, este ácido iso-jasmónico se isomeriza a ácido jasmónico.

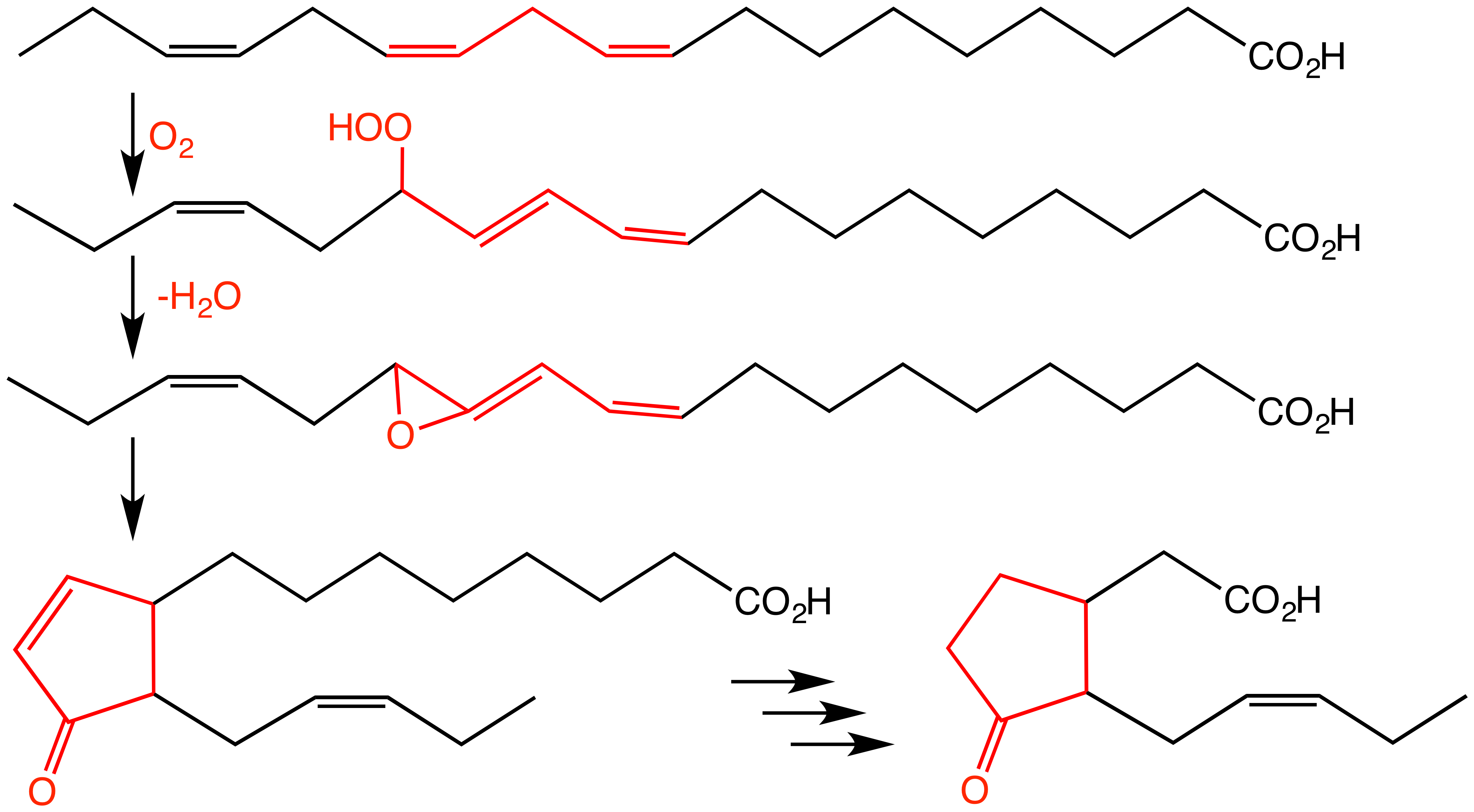
Vía metabólica para la biosíntesis del ácido jasmónico a través del intermedio de óxido de aleno. Se resalta en rojo el núcleo de pentadieno donde tienen lugar las reacciones.

## Función
La función principal del ácido jasmónico (JA) y sus diversos metabolitos es regular las respuestas de las plantas ante el estrés abiótico y biótico, así como el crecimiento y desarrollo de las plantas. Los procesos de crecimiento y desarrollo de las plantas regulados incluyen: inhibición del crecimiento, senescencia, enrollamiento de zarcillos, desarrollo de flores y abscisión de hojas. El JA también es responsable de la formación de tubérculos en papas y ñames. Tiene un papel importante en respuesta a las heridas de las plantas y la resistencia sistémica adquirida. El gen Dgl es responsable de mantener los niveles de JA durante las condiciones habituales en Zea mays, así como de la liberación preliminar de ácido jasmónico poco después de ser alimentado. Cuando las plantas son atacadas por insectos, responden liberando JA, que activa la expresión de inhibidores de proteasa, entre muchos otros compuestos de defensa anti-herbívoros. Estos inhibidores de la proteasa evitan la actividad proteolítica de las proteasas digestivas o "proteínas salivales" de los insectos, impidiendo así que adquieran el nitrógeno necesario en la proteína para su propio crecimiento. El JA también activa la expresión de la enzima polifenol oxidasa que promueve la producción de quinolinas. Estos pueden interferir con la producción de enzimas del insecto y disminuir el contenido nutricional de la planta ingerida.
El ácido jasmónico (JA) puede tener un papel en el control de plagas. De hecho, el JA ha sido considerado como un tratamiento de semillas para estimular las defensas naturales anti-plagas de las plantas que germinan a partir de las semillas tratadas. En esta aplicación, los jasmonatos se rocían sobre plantas que ya han comenzado a crecer. Estas aplicaciones estimulan la producción de inhibidores de la proteasa en la planta. Esta producción de inhibidor de proteasa puede proteger a la planta de los insectos, disminuyendo las tasas de infestación y el daño físico causado por los herbívoros. Sin embargo, debido a su relación antagónica con el ácido salicílico (una señal importante en la defensa de patógenos) en algunas especies de plantas, puede resultar en una mayor susceptibilidad a agentes virales y otros patógenos. En Zea mays, el ácido salicílico y el JA están mediados por NPR1 (no expresador de genes relacionados con la patogénesis 1), que es esencial para evitar que los herbívoros exploten este sistema antagonista.

## Derivados
El ácido jasmónico también se convierte en una variedad de derivados, incluido el éster metílico: el jasmonato de metilo. Esta conversión es catalizada por la enzima carboxil metiltransferasa del ácido jasmónico. También se puede conjugar con aminoácidos en algunos contextos biológicos. La descarboxilación proporciona la fragancia relacionada jasmona.